# Mendham (Saskatchewan)
Mendham ist eines von mehreren Dörfern (Villages) in der Gemeinde Happyland No. 231 in der Census Division No. 8 im Südwesten der kanadischen Provinz Saskatchewan.
Der Ort liegt ca. 707 m über dem Meeresspiegel und befindet sich in der Central Standard Time Zone (CST). 2006 hatte die Ortschaft laut einer Volkszählung 45 Einwohner; in den darauf folgenden Jahren sank die Einwohnerzahl jedoch um 12,5 % von 40 auf 35 Personen. Nach der Volkszählung im Jahr 2016 lag die Einwohnerzahl bei 30 Personen.

Abbruch des letzten Getreidehebers in Mendham 2009.

## Nachbarorte
| Estuary                                  | Mantario                                    | Leader, Prelate, Sceptre, Portreeve |
| Grenze zwischen Saskatchewan und Alberta | Kompassrose, die auf Nachbargemeinden zeigt | Lancer, Abbey                       |
| Burstall                                 | Richmound                                   | Fox Valley                          |

## Persönlichkeiten
- Ernie Moser (* 1949), Eishockeyspieler